# Vietato arrendersi
Vietato arrendersi (구필수는 없다?, Gu Pil-sueobdaLR; lett. "Gu Pil-su non c'è") è una serie televisiva sudcoreana trasmessa su ENA dal 4 maggio al 23 giugno 2022. Internazionalmente è distribuita da Netflix.

## Trama
Dopo aver vinto un premio come miglior esordiente, il lottatore Gu Pil-su ha cambiato carriera, svolgendo diversi lavori fino ad arrivare, a quarant'anni, a quello di barista, che tuttavia non si rivela essere molto redditizio. Un giorno incontra Jeong-seok, un talentuoso ventenne che progetta di aprire una start-up, e ne diventa amico.

## Personaggi e interpreti
- Gu Pil-su, interpretato da Kwak Do-won
- Jeong-seok, interpretato da Yoon Doo-joon
- Nam Seong-mi, interpretata da Han Go-eun
- Cheon Man-geum, interpretato da Park Won-sook